# Campeonato Mundial de Futsal de 2019 (AMF)
- No se tienen en cuenta los goles y los partidos de Pakistán por W.O.

El decimosegundo Campeonato Mundial de Futsal de la AMF se disputó en Argentina, entre el 31 de marzo al 7 de  abril de 2019, con base al reglamento de la Asociación Mundial de Futsal (AMF). Participaron 15 selecciones nacionales: una de Oceanía, ocho de América, cuatro de Europa, una de Asia y una de África, agrupadas en cuatro zonas, tres de ellas con cuatro equipos y una con tres equipos.
Los partidos de la fase de grupos de la competición se desarrollaron en Montecarlo, Posadas, Eldorado y Oberá de la Provincia de Misiones.
Las sedes fueron Montecarlo (Polideportivo Municipal), Posadas (Polideportivo Ernesto “Finito” Gehrmann), Oberá (nuevo Polideportivo Ian Barney), Eldorado (Polideportivo Municipal y Universitario), Wanda (Polideportivo Municipal) y Puerto Iguazú (Polideportivo Municipal).

## Elección de la sede

### Candidatos a ser sede del mundial
Estas fueron las candidaturas que se postularon para acoger el torneo.
- Argentina
- Bélgica
- Corea del Sur

Corea del Sur retiró su candidatura y fue por el Campeonato Mundial Sub-20  de futsal de la AMF 2018 para ser sede. 
El 10 de mayo de 2016, en el 10° congreso ordinario de la asociación mundial de futsal, se delegó a Argentina como la anfitriona del mundial.
El presidente de la CAFS, Pedro Bonnettini generó un muy buen ambiente esperando que la selección argentina quedara campeona tal y como lo hicieron en el mundial de 1994 cuando en la final le ganaron a Colombia por un marcador de 2-1 en el tiempo suplementario previo al desafío internacional que tenía la albiceleste frente a su archirrival, la selección brasileña.

## Sedes
El torneo contó con seis escenarios deportivos en seis ciudades, que acogieran las distintas fases.
- Montecarlo: Polideportivo Municipal
- Posadas: Polideportivo Finito Gerhmann
- Eldorado: Polideportivo Municipal
- Oberá: Polideportivo del Complejo Ian Barney II
- Wanda: Polideportivo Municipal
- Puerto Iguazú: Polideportivo Municipal

## Equipos participantes
En cursiva, los equipos debutantes.
En negrita, el equipo anfitrión.
| Confederación                                                    | Selección | Clasificación                 |
| ---------------------------------------------------------------- | --------- | ----------------------------- |
| CSFS (Sudamérica) (6 cupos)                                      | Argentina | (Anfitrión) (3.er Lugar) 2015 |
| CSFS (Sudamérica) (6 cupos)                                      | Colombia  | (Campeón) 2015                |
| CSFS (Sudamérica) (6 cupos)                                      | Paraguay  | (Subcampeón) 2015             |
| CSFS (Sudamérica) (6 cupos)                                      | Bolivia   |                               |
| CSFS (Sudamérica) (6 cupos)                                      | Brasil    |                               |
| CSFS (Sudamérica) (6 cupos)                                      | Uruguay   |                               |
| FEF (Europa) (4 cupos)                                           | Cataluña  |                               |
| FEF (Europa) (4 cupos)                                           | Francia   |                               |
| FEF (Europa) (4 cupos)                                           | Italia    |                               |
| FEF (Europa) (4 cupos)                                           | Marruecos |                               |
| FEF (Europa) (4 cupos)                                           | Rusia     |                               |
| CONCACFUTSAL (Norteamérica, Centroamérica y El Caribe) (2 cupos) | Curazao   |                               |
| CONCACFUTSAL (Norteamérica, Centroamérica y El Caribe) (2 cupos) | Canadá    |                               |
| CAFUSA (África) (1 cupo)                                         | Sudáfrica |                               |
| CAFS (Asia) (2 cupos)                                            | Nepal     |                               |
| CAFS (Asia) (2 cupos)                                            | Pakistán  |                               |
| OFC (Oceanía) (1 cupo)                                           | Australia |                               |

- Las selecciones de  Canadá  Pakistán y  Rusia no asistieron al mundial.

- Canadá: Canadá confirmó 48 horas antes del comienzo del mundial su NO participación sin brindar ninguna explicación.  Estados Unidos fue contactado y escogido por la CAFS y la AMF, viajando 24 horas antes del debut vs Nepal. Había clasificado en un cuadrangular de la concacfutsal contra las selecciones de México, Estados Unidos y Curazao, quedando campeón.[6]

- Pakistán: Por parte de Pakistán fue algo organizativo de la CAFS y la AMF. Los integrantes del plantel fueron retenidos en Dubái y el resto del plantel fue deportada al llegar a Ezeiza debido a que la Cancillería Argentina les denegó la VISA por un "tema de seguridad nacional". El hecho ocurrió 48 horas antes del comienzo del mundial y como la plaza era de Asia, no hubo posibilidad de que lo reemplazara ninguna selección.[7]

- Rusia: Rusia estaba clasificada al mundial pero por misteriosas razones no estuvo en el mundial y se desconoce la razón por el cual se ausentaron. Declinaron su participación al torneo sin saber si se retiró o si hubo un motivo de fuerza mayor que los forzara a no estar en este mundial. Entonces su cupo fue restado a Europa y siendo concedido a Norteamérica y a Curazao.

- Marruecos a pesar de ser un país africano disputó las eliminatorias en Europa.

## Sistema de juego
Las 16 selecciones participantes disputaron la primera ronda que consistía en cuatro grupos de cuatro equipos donde avanzaron los dos primeros equipos de cada grupo a la siguiente fase. Luego los 8 clasificados disputaban los cuartos de final. Mientras tanto los eliminados de la fase de grupos participaron en partidos de consolación para definir el orden de las posiciones del noveno hasta el décimo sexto puesto. Entretanto los ganadores de las llaves de cuartos de final clasificaron a las semifinales y los eliminados tuvieron encuentros de consolación para definir desde el quinto hasta el octavo lugar. Los vencedores de las semifinales disputaron la gran final.

## Sorteo

### Líneas
El sorteo de los grupos se llevó a cabo el 1 de marzo de 2019.
Los 16 equipos se dividieron en cuatro grupos de cuatro equipos, con el anfitrión Argentina asignado automáticamente en la línea 1.
| Línea 1                              | Línea 2                      | Línea 3                             | Línea 4                          |
| ------------------------------------ | ---------------------------- | ----------------------------------- | -------------------------------- |
| Argentina Colombia Paraguay Cataluña | Brasil Canadá Italia Bolivia | Uruguay Francia Australia Marruecos | Sudáfrica Pakistán Nepal Curazao |

### Grupos
Tras el sorteo los grupos quedaron de la siguiente manera.
| Grupo A                          | Grupo B                            | Grupo C                              | Grupo D                       |
| -------------------------------- | ---------------------------------- | ------------------------------------ | ----------------------------- |
| Paraguay Brasil Uruguay Pakistán | Colombia Bolivia Marruecos Curazao | Argentina Italia Australia Sudáfrica | Cataluña Canadá Francia Nepal |

Tras las ausencias de  Pakistán y  Canadá junto al reemplazo de  Estados Unidos los grupos quedaron de la siguiente manera.
| Grupo A                 | Grupo B                            | Grupo C                              | Grupo D                               |
| ----------------------- | ---------------------------------- | ------------------------------------ | ------------------------------------- |
| Paraguay Brasil Uruguay | Colombia Bolivia Marruecos Curazao | Argentina Italia Australia Sudáfrica | Cataluña Estados Unidos Francia Nepal |

## Primera fase

### Grupo A
| Grupo A  | Pts | PJ | G | E | P | GF | GC | Dif |
| -------- | --- | -- | - | - | - | -- | -- | --- |
| Paraguay | 5   | 3  | 2 | 1 | 0 | 5  | 1  | +4  |
| Brasil   | 5   | 3  | 2 | 1 | 0 | 6  | 3  | +3  |
| Uruguay  | 2   | 3  | 1 | 0 | 2 | 6  | 7  | -1  |
| Pakistán | 0   | 3  | 0 | 0 | 3 | 0  | 6  | -6  |

- Por la no participación de la selección de  Pakistán, debido a la deportación del equipo asiático por parte de la cancillería de Argentina en el Aeropuerto de Ezeiza, se le dan por perdidos sus partidos por marcador de 2-0.

| 1 de abril de 2019 | Brasil | 2:0 (W.O.) | Pakistán | Polideportivo Municipal, Montecarlo |             |
| 20:00              |        |            |          | Árbitro(s):                         | Árbitro(s): |

| 1 de abril de 2019 | Paraguay                        | 3:1 (2:0) | Uruguay         | Polideportivo Municipal, Montecarlo          |                                              |
| 21:30              | José Melgarejo · Reynaldo López |           | Nicolás Ordoqui | Árbitro(s): Samuel Serrano Giuseppe Brunacci | Árbitro(s): Samuel Serrano Giuseppe Brunacci |

| 2 de abril de 2019 | Uruguay | 2:0 (W.O.) | Pakistán | Polideportivo Municipal, Montecarlo |             |
| 20:00              |         | Reporte    |          | Árbitro(s):                         | Árbitro(s): |

| 2 de abril de 2019 | Paraguay | 0:0     | Brasil | Polideportivo Municipal, Montecarlo                   |                                                       |
| 21:30              |          | Reporte |        | Árbitro(s): Rachid Oud Gou Richard Nixxon Cruz Castro | Árbitro(s): Rachid Oud Gou Richard Nixxon Cruz Castro |

| 3 de abril de 2019 | Paraguay | 2:0 (W.O) | Pakistán | Polideportivo Municipal, Montecarlo |             |
| 20:00              |          | Reporte   |          | Árbitro(s):                         | Árbitro(s): |

| 3 de abril de 2019 | Brasil                               | 4:3 (1:2) | Uruguay         | Polideportivo Municipal, Montecarlo |             |
| 22:00              | Wallace · Diego César · Sidnei Gomez | Reporte   | Nicolás Ordoqui | Árbitro(s):                         | Árbitro(s): |

### Grupo B
| Grupo B   | Pts | PJ | G | E | P | GF | GC | Dif |
| --------- | --- | -- | - | - | - | -- | -- | --- |
| Colombia  | 6   | 3  | 3 | 0 | 0 | 20 | 2  | +18 |
| Marruecos | 4   | 3  | 2 | 0 | 1 | 18 | 5  | +13 |
| Curazao   | 2   | 3  | 1 | 0 | 2 | 6  | 21 | -15 |
| Bolivia   | 0   | 3  | 0 | 0 | 3 | 2  | 18 | -26 |

| 1 de abril de 2019 | Colombia                       | 2:1 (1:1) | Marruecos       | Polideportivo del Complejo Ian Barney, Oberá |                                         |
| 20:00              | Jhon Pinilla · Daniel Betancur |           | Akatouf Zakaria | Árbitro(s): César Vieira Javier Petrino      | Árbitro(s): César Vieira Javier Petrino |

| 1 de abril de 2019 | Bolivia               | 1:3 (1:1) | Curazao                               | Polideportivo Finito Gerhmann, Posadas      |                                             |
| 20:00              | Flavio Valenzuela Paz |           | Everon Espacia · Joel Jerome Victoria | Árbitro(s): Luzbella Samudio Leonardo Moura | Árbitro(s): Luzbella Samudio Leonardo Moura |

| 2 de abril de 2019 | Marruecos | 10:3 (2:2) | Curazao                             | Polideportivo Finito Gerhmann, Posadas            |                                                   |
| 18:30              | Baba Ahmed · M'rabet Hichame · Akatouf Zakaria · Anik Ayoub · Él Yassini Nabil · Laaraj Yassin · Bouzid Mouhsin | Reporte    | Ashar Bernardus · Shurwendel Roosje | Árbitro(s): Milton César Molina Ríos Héctor Olmos | Árbitro(s): Milton César Molina Ríos Héctor Olmos |

| 2 de abril de 2019 | Colombia                                                               | 8:1 (4:1) | Bolivia        | Polideportivo Finito Gerhmann, Posadas |             |
| 21:30              | Joan Sebastián Orejuela · Jhon Pinilla · Daniel Betancur · Diego Abril | Reporte   | Marcelo Zárate | Árbitro(s):                            | Árbitro(s): |

| 3 de abril de 2019 | Bolivia | 0:7 (0:5) | Marruecos                                                                       | Polideportivo Finito Gerhmann, Posadas    |                                           |
| 18:00              |         | Reporte   | Aibour Zakaria · Anik Ayoub · Raido El Kajjoui · El Fakiri Soufian · Baba Ahmed | Árbitro(s): Luzbella Samudio Luis Ramírez | Árbitro(s): Luzbella Samudio Luis Ramírez |

| 3 de abril de 2019, 22:00 | Colombia                                                                                        | 10:0 (5:0) | Curazao | Polideportivo Finito Gerhmann, Posadas            |                                                   |
|                           | Jhon Pinilla · Daniel Betancur · Christian Romero · Andrés Murillo · Kevin Pineda · Diego Gómez | Reporte    |         | Árbitro(s): Luis Ramírez Milton César Molina Ríos | Árbitro(s): Luis Ramírez Milton César Molina Ríos |

### Grupo C
| Grupo C   | Pts | PJ | G | E | P | GF | GC | Dif |
| --------- | --- | -- | - | - | - | -- | -- | --- |
| Argentina | 6   | 3  | 3 | 0 | 0 | 29 | 5  | +24 |
| Sudáfrica | 4   | 3  | 2 | 0 | 1 | 13 | 17 | -4  |
| Italia    | 2   | 3  | 1 | 0 | 2 | 13 | 19 | -6  |
| Australia | 0   | 3  | 0 | 0 | 3 | 9  | 23 | -14 |

| 31 de marzo de 2019 | Argentina | 13:2 (8:0) | Australia                          | Polideportivo Municipal, Montecarlo                   |                                                       |
| 20:00               | Nicolás Páez · Patrick Pace · Sandro Antiveros · Renzo Grasso · Diego Koltes · Marco Politi · Marcelo Mescolatti · Luciano González · Matías Rima | Reporte    | Mitchell Lowe · Nelson Louangamath | Árbitro(s): Richard Nixxon Cruz Castro Rachid Oud Gou | Árbitro(s): Richard Nixxon Cruz Castro Rachid Oud Gou |

| 1 de abril de 2019 | Italia                                              | 6:7 (4:1) | Sudáfrica                                   | Polideportivo Finito Gerhmann, Posadas            |                                                   |
| 21:30              | Rafael Paulo Glaeser · Thiago Costa · Omar Karouani |           | Auguston Leonard · José García · Kyle Koert | Árbitro(s): Milton César Molina Ríos Héctor Olmos | Árbitro(s): Milton César Molina Ríos Héctor Olmos |

| 2 de abril de 2019 | Argentina                                                                           | 7:1 (2:0) | Italia          | Polideportivo del Complejo Ian Barney, Oberá |                                            |
| 20:00              | Marcelo Mescolatti · Marco Politi · Diego Koltes · Manuel Del Ferraro · Matías Rima | Reporte   | Maicol Montagna | Árbitro(s): César Vieira Christian Coronel   | Árbitro(s): César Vieira Christian Coronel |

| 2 de abril de 2019 | Australia                  | 2:4 (1:1) | Sudáfrica                                | Polideportivo Finito Gerhmann, Posadas |             |
| 20:00              | Patrick Pace · Lucas Bruck | Reporte   | José García · Kyle Koert · Moffat Mdluli | Árbitro(s):                            | Árbitro(s): |

| 3 de abril de 2019 | Argentina                                                                                    | 9:2 (5:1) | Sudáfrica                        | Polideportivo Finito Gerhmann, Posadas  |                                         |
| 20:00              | Matías Rima · Diego Koltes · Marco Politi · Miguel Tapia · Nicolás Páez · Marcelo Mescolatti | Reporte   | Kyle Koert · Matthew Johannessen | Árbitro(s): Héctor Olmos Leonardo Moura | Árbitro(s): Héctor Olmos Leonardo Moura |

| 3 de abril de 2019 | Italia | 6:5 (4:1) | Australia | Polideportivo del Complejo Ian Barney, Oberá |             |
| 22:00              |        | Reporte   |           | Árbitro(s):                                  | Árbitro(s): |

### Grupo D
| Grupo D        | Pts | PJ | G | E | P | GF | GC | Dif |
| -------------- | --- | -- | - | - | - | -- | -- | --- |
| Cataluña       | 6   | 3  | 3 | 0 | 0 | 25 | 2  | +23 |
| Francia        | 4   | 3  | 2 | 0 | 1 | 8  | 8  | 0   |
| Estados Unidos | 2   | 3  | 1 | 0 | 2 | 5  | 16 | -11 |
| Nepal          | 0   | 3  | 0 | 0 | 3 | 4  | 16 | -12 |

| 1 de abril de 2019 | Cataluña                                          | 3:1 (1:1) | Francia              | Polideportivo del Complejo Ian Barney, Oberá |             |
| 18:30              | Álex Trilla · Gabriel Fargas · José Miguel Lamora |           | Gwenenael Dragonetti | Árbitro(s):                                  | Árbitro(s): |

| 1 de abril de 2019 | Estados Unidos           | 2:1 (1:0) | Nepal       | Polideportivo del Complejo Ian Barney, Oberá |             |
| 21:30              | Joao Cunha · Diego López |           | Samir Karki | Árbitro(s):                                  | Árbitro(s): |

| 2 de abril de 2019 | Francia                                | 3:2 (2:1) | Nepal          | Polideportivo del Complejo Ian Barney, Oberá |             |
| 18:30              | Alexandre Benbrouk · Sullivan Bouchite | Reporte   | Sanjeev Tamany | Árbitro(s):                                  | Árbitro(s): |

| 2 de abril de 2019 | Cataluña                                                                            | 11:0 (5:0) | Estados Unidos | Polideportivo del Complejo Ian Barney, Oberá |             |
| 21:30              | José Miguel Lamora · Eric Rodoreda · Sergi Climent · Oscar Blanco · Sergio Saavedra | Reporte    |                | Árbitro(s):                                  | Árbitro(s): |

| 3 de abril de 2019 | Estados Unidos                          | 3:4 (3:3) | Francia                               | Polideportivo del Complejo Ian Barney, Oberá |                                              |
| 18:00              | Joao Cunha · Luis Pintos · Kove Martins | Reporte   | Alexandre Benbrouk · Ilyass El Khalfi | Árbitro(s): Christian Coronel Javier Petrino | Árbitro(s): Christian Coronel Javier Petrino |

| 3 de abril de 2019 | Cataluña                                                                                              | 11:1 (6:1) | Nepal        | Polideportivo del Complejo Ian Barney, Oberá |                                         |
| 20:00              | Ernesto Tabueña · José Miguel Lamora · :Oscar Blanco · Sergi Climent · Jaime Bonada · Sergio Saavedra | Reporte    | Sujan Balami | Árbitro(s): César Vieira Javier Petrino      | Árbitro(s): César Vieira Javier Petrino |

## Fase final

### Cuadro general
|  | Cuartos de final   | Cuartos de final   |           |               | Semifinales        | Semifinales        |          |                  | Final              | Final              |  |
|  | 5 de abril de 2019 | 5 de abril de 2019 |           |               | 6 de abril de 2019 | 6 de abril de 2019 |          |                  | 7 de abril de 2019 | 7 de abril de 2019 |  |
|  |                    |                    |           |               |                    |                    |          |                  |                    |                    |  |
|  |                    |                    |           |               |                    |                    |          |                  |                    |                    |  |
|  | Paraguay (t.s.)    | 3                  |           |               |                    |                    |          |                  |                    |                    |  |
|  | Paraguay (t.s.)    | 3                  |           |               |                    |                    |          |                  |                    |                    |  |
|  | Marruecos          | 2                  |           |               |                    |                    |          |                  |                    |                    |  |
|  | Marruecos          | 2                  |           | Paraguay      | 0                  |                    |          |                  |                    |                    |  |
|  |                    |                    |           | Paraguay      | 0                  |                    |          |                  |                    |                    |  |
|  |                    |                    | Argentina | 4             |                    |                    |          |                  |                    |                    |  |
|  | Argentina          | 8                  | Argentina | 4             |                    |                    |          |                  |                    |                    |  |
|  | Argentina          | 8                  |           |               |                    |                    |          |                  |                    |                    |  |
|  | Francia            | 0                  |           |               |                    |                    |          |                  |                    |                    |  |
|  | Francia            | 0                  |           |               |                    |                    |          | Argentina (t.s.) | 3                  |                    |  |
|  |                    |                    |           |               |                    |                    |          | Argentina (t.s.) | 3                  |                    |  |
|  |                    |                    | Brasil    | 2             |                    |                    |          |                  |                    |                    |  |
|  | Colombia           | 2                  | Brasil    | 2             |                    |                    |          |                  |                    |                    |  |
|  | Colombia           | 2                  |           |               |                    |                    |          |                  |                    |                    |  |
|  | Brasil (t.s.)      | 3                  |           |               |                    |                    |          |                  |                    |                    |  |
|  | Brasil (t.s.)      | 3                  |           | Brasil (t.s.) | 6                  |                    |          | Tercer lugar     | Tercer lugar       |                    |  |
|  |                    |                    |           | Brasil (t.s.) | 6                  |                    |          | Tercer lugar     | Tercer lugar       |                    |  |
|  |                    |                    | Sudáfrica | 2             |                    |                    |          |                  |                    |                    |  |
|  | Cataluña           | 3                  | Sudáfrica | 2             |                    |                    | Paraguay | 11               |                    |                    |  |
|  | Cataluña           | 3                  |           |               |                    |                    | Paraguay | 11               |                    |                    |  |
|  | Sudáfrica          | 7                  |           |               |                    |                    |          |                  | Sudáfrica          | 1                  |  |
|  | Sudáfrica          | 7                  |           |               |                    |                    |          |                  | Sudáfrica          | 1                  |  |
|  |                    |                    |           |               |                    |                    |          |                  |                    |                    |  |

### Decimoquinto lugar
|  | Decimoquinto puesto play-off |   |
|  |                              |   |
|  | 4 de abril                   |   |
|  |                              |   |
|  | Bolivia (W.O.)               | 2 |
|  | Bolivia (W.O.)               | 2 |
|  | Pakistán                     | 0 |
|  | Pakistán                     | 0 |

### Decimotercer lugar
|  | Decimotercer puesto play-off |   |
|  |                              |   |
|  | 4 de abril                   |   |
|  |                              |   |
|  | Nepal                        | 2 |
|  | Nepal                        | 2 |
|  | Australia                    | 6 |
|  | Australia                    | 6 |

### Decimoprimer lugar
|  | Decimoprimer puesto play-off |   |
|  |                              |   |
|  | 4 de abril                   |   |
|  |                              |   |
|  | Estados Unidos               | 4 |
|  | Estados Unidos               | 4 |
|  | Curazao                      | 9 |
|  | Curazao                      | 9 |

### Noveno lugar
|  | Noveno puesto play-off |   |
|  |                        |   |
|  | 4 de abril             |   |
|  |                        |   |
|  | Uruguay                | 2 |
|  | Uruguay                | 2 |
|  | Italia                 | 3 |
|  | Italia                 | 3 |

### Séptimo lugar
|  | Séptimo puesto play-off |   |
|  |                         |   |
|  | 5 de abril              |   |
|  |                         |   |
|  | Marruecos               | 8 |
|  | Marruecos               | 8 |
|  | Francia                 | 1 |
|  | Francia                 | 1 |

### Quinto lugar
|  | Quinto puesto play-off |   |
|  |                        |   |
|  | 5 de abril             |   |
|  |                        |   |
|  | Colombia               | 8 |
|  | Colombia               | 8 |
|  | Cataluña               | 1 |
|  | Cataluña               | 1 |

### Cuartos de final
| 5 de abril de 2019 | Argentina                                                 | 8:0 (4:0) | Francia | Polideportivo del Complejo Ian Barney, Oberá |                                         |
| 20:00              | Diego Koltes · Marco Politi · Matías Rima · Gonzalo Pires | Reporte   |         | Árbitro(s): Leonardo Moura Héctor Olmos      | Árbitro(s): Leonardo Moura Héctor Olmos |

| 5 de abril de 2019 | Cataluña                                          | 3:7 (1:1) | Sudáfrica                     | Polideportivo Municipal, Montecarlo |  |
| 20:00 | Nacho Vega · José Miguel Lamora · Sergio Saavedra | Reporte   | Auguston Leonard · Kyle Koert |                                     |  |
| Sudáfrica se convierte en la primera selección no-sudamericana, no-europea y la primera selección africana en clasificar a semifinales del mundial de futsal de la AMF |                                                   |           |                               |                                     |  |

| 5 de abril de 2019 | Colombia                             | 2:3 (2:2, 2:1) (t. s.)(0:1 t. s.) | Brasil                | Polideportivo del Complejo Ian Barney, Oberá |                               |
| 21:30              | Daniel Betancurt · Sebastián Orjuela | Reporte                           | Diego César · Wallace | Asistencia: 5000 espectadores                | Asistencia: 5000 espectadores |

| 5 de abril de 2019 | Paraguay                                         | 3:2 (2:2, 2:0) (t. s.)(1:0 t. s.) | Marruecos                           | Polideportivo Municipal, Montecarlo                                               |                                                                                   |
| 21:30              | José Melgarejo · Reynaldo López · Daniel Benítez | Reporte                           | El Fakiri Soufian · Akatouf Zakaria | Asistencia: 5000 espectadores Árbitro(s): César Vieira Richard Nixxon Cruz Castro | Asistencia: 5000 espectadores Árbitro(s): César Vieira Richard Nixxon Cruz Castro |

### Decimoquinto puesto
| 4 de abril de 2019 | Bolivia | 2:0 (W.O.) | Pakistán | Polideportivo Municipal, Eldorado |  |
| 20:00              |         |            |          |                                   |  |

### Decimotercer puesto
| 4 de abril de 2019 | Nepal | 2:6 (1:2) | Australia | Polideportivo Municipal, Wanda |  |
| 22:00              |       |           |           |                                |  |

### Decimoprimer puesto
| 4 de abril de 2019 | Estados Unidos | 4:9 (0:4) | Curazao | Polideportivo Municipal, Eldorado |  |
| 22:00              |                |           |         |                                   |  |

### Noveno puesto
| 4 de abril de 2019 | Uruguay                            | 2:3 (1:1) | Italia                                                            | Polideportivo Municipal, Wanda |  |
| 20:00              | Nicolás Ordoqui · Fabián Hernández |           | Gianluca Canella · Oscar Osvaldo Velázquez · Rafael Paulo Glaeser |                                |  |

### Séptimo puesto
| 6 de abril de 2019 | Marruecos | 8:1 (6:0) | Francia | Polideportivo Municipal, Puerto Iguazú |  |
| 20:00              |           |           |         |                                        |  |

### Quinto puesto
| 6 de abril de 2019 | Colombia                                                          | 8:1 (5:0) | Cataluña      | Polideportivo Municipal, Puerto Iguazú |  |
| 18:30              | Jhon Pinilla · Camilo Romero · Sebastián Orjuela · Gustavo García |           | Eric Rodoreda |                                        |  |

### Semifinales
| 6 de abril de 2019 | Paraguay | 0:4 (0:2) | Argentina                                      | Polideportivo Municipal, Montecarlo |  |
| 20:00              |          |           | Renzo Grasso · Diego Koltes · Sandro Antiveros |                                     |  |

| 6 de abril de 2019 | Brasil                                                    | 6:2 (2:2, 1:1) (t. s.)(4:0 t. s.) | Sudáfrica                     | Polideportivo Municipal, Montecarlo |  |
| 22:00              | Wallace · Sidnei Gomez · Airton Filio · Wilson dos Santos |                                   | Kyle Koert · Auguston Leonard |                                     |  |

### Tercer puesto
| 7 de abril de 2019 | Paraguay | 11:1 (4:0) | Sudáfrica     | Polideportivo Municipal, Montecarlo |  |
| 18:00              | Reynaldo López · Nicolás Saffe · Andrés López · Aldo Amarillo · José Melgarejo · Ariel Benítez · Daniel Benítez |            | Moffat Mdluli |                                     |  |

### Final
| 7 de abril de 2019 | Argentina                                             | 3:2 (2:2, 1:1) (t. s.)(1:0 t. s.) | Brasil                        | Polideportivo Municipal, Montecarlo                             |                                                                 |
| 20:00              | Sandro Antiveros · Marcelo Mescolatti · Gonzalo Pires | Reporte                           | Diego César · Fernando Hamann | Árbitro(s): Milton César Molina Ríos Richard Nixxon Cruz Castro | Árbitro(s): Milton César Molina Ríos Richard Nixxon Cruz Castro |

|                               |
| Bandera de Argentina          |
| Campeón Argentina 2.do Título |

## Tabla general
| Pos. | Equipo         | Pts | J | G | E | P | GF | GC | Dif. | Rend. |
| ---- | -------------- | --- | - | - | - | - | -- | -- | ---- | ----- |
| 1    | Argentina      | 12  | 6 | 6 | 0 | 0 | 44 | 7  | +37  | 100%  |
| 2    | Brasil         | 9   | 6 | 4 | 1 | 1 | 17 | 10 | +7   | 75%   |
| 3    | Paraguay       | 9   | 6 | 4 | 1 | 1 | 19 | 8  | +11  | 75%   |
| 4    | Sudáfrica      | 6   | 6 | 3 | 0 | 3 | 23 | 37 | -14  | 50%   |
| 5    | Colombia       | 8   | 5 | 4 | 0 | 1 | 30 | 6  | +24  | 80%   |
| 6    | Cataluña       | 6   | 5 | 3 | 0 | 2 | 29 | 17 | +12  | 60%   |
| 7    | Marruecos      | 6   | 5 | 3 | 0 | 2 | 28 | 9  | +19  | 60%   |
| 8    | Francia        | 4   | 5 | 2 | 0 | 3 | 9  | 24 | -15  | 40%   |
| 9    | Italia         | 4   | 4 | 2 | 0 | 2 | 16 | 21 | -5   | 50%   |
| 10   | Uruguay        | 2   | 4 | 1 | 0 | 3 | 8  | 10 | -2   | 25%   |
| 11   | Curazao        | 4   | 4 | 2 | 0 | 2 | 15 | 25 | -10  | 50%   |
| 12   | Estados Unidos | 2   | 4 | 1 | 0 | 3 | 9  | 25 | -16  | 25%   |
| 13   | Australia      | 2   | 4 | 1 | 0 | 3 | 15 | 25 | -10  | 25%   |
| 14   | Nepal          | 0   | 4 | 0 | 0 | 4 | 6  | 22 | -16  | 0%    |
| 15   | Bolivia        | 2   | 4 | 1 | 0 | 3 | 4  | 18 | -14  | 25%   |
| 16   | Pakistán       | 0   | 4 | 0 | 0 | 4 | 0  | 8  | -8   | 0%    |

## Premios y reconocimientos

### Goleadores
En cursiva, jugadores y goles con los datos incompletos.
| Jugador                 | Selección      | Goles |
| ----------------------- | -------------- | ----- |
| Diego Koltes            | Argentina      | 10    |
| Kyle Koert              | Sudáfrica      | 9     |
| Jhon Pinilla            | Colombia       | 9     |
| Daniel Betancur         | Colombia       | 9     |
| Marco Politi            | Argentina      | 8     |
| Auguston Leonard        | Sudáfrica      | 7     |
| José Miguel Lamora      | Cataluña       | 7     |
| Sergio Saavedra         | Cataluña       | 7     |
| Reynaldo López          | Paraguay       | 6     |
| Alexandre Benbrouk      | Francia        | 5     |
| Rafael Gustavo Glaeser  | Italia         | 5     |
| Nicolás Ordoqui         | Uruguay        | 5     |
| Sandro Antiveros        | Argentina      | 4     |
| Matías Rima             | Argentina      | 4     |
| Marcelo Mescolatti      | Argentina      | 4     |
| Renzo Grasso            | Argentina      | 4     |
| Sebastián Orjuela       | Colombia       | 4     |
| Eric Rodoreda           | Cataluña       | 4     |
| José Melgarejo          | Paraguay       | 4     |
| José García             | Sudáfrica      | 4     |
| Wallace                 | Brasil         | 4     |
| Anik Ayoub              | Marruecos      | 3     |
| Akatouf Zakaria         | Marruecos      | 3     |
| El Fakiri Soufian       | Marruecos      | 3     |
| M'rabet Hichame         | Marruecos      | 3     |
| Nicolás Páez            | Argentina      | 3     |
| Diego César             | Brasil         | 3     |
| Sidnei Gomez            | Brasil         | 3     |
| Raido El Kajjoui        | Marruecos      | 2     |
| Baba Ahmed              | Marruecos      | 2     |
| Ashar Bernardus         | Curazao        | 2     |
| Joel Jerome Victoria    | Curazao        | 2     |
| Joao Cunha              | Estados Unidos | 2     |
| Sanjeev Tamany          | Nepal          | 2     |
| Daniel Benítez          | Paraguay       | 2     |
| Nicolás Saffe           | Paraguay       | 2     |
| Moffat Mdluli           | Sudáfrica      | 2     |
| Camilo Romero           | Colombia       | 2     |
| Gonzalo Pires           | Argentina      | 2     |
| Miguel Tapia            | Argentina      | 2     |
| Sergi Climent           | Cataluña       | 2     |
| Oscar Blanco            | Cataluña       | 2     |
| Ernesto Tabueña         | Cataluña       | 2     |
| Jaime Bonada            | Cataluña       | 2     |
| Airton Filio            | Brasil         | 2     |
| Gwenenael Dragonetti    | Francia        | 1     |
| Sullivan Bouchite       | Francia        | 1     |
| Ilyass El Khalfi        | Francia        | 1     |
| Aibour Zakaria          | Marruecos      | 1     |
| Bouzid Mouhsin          | Marruecos      | 1     |
| Él Yassini Nabil        | Marruecos      | 1     |
| Laaraj Yassin           | Marruecos      | 1     |
| Fernando Hamann         | Brasil         | 1     |
| Thiago Costa            | Italia         | 1     |
| Omar Karouani           | Italia         | 1     |
| Maicol Montagna         | Italia         | 1     |
| Gianluca Canella        | Italia         | 1     |
| Oscar Osvaldo Velázquez | Italia         | 1     |
| Everon Espacia          | Curazao        | 1     |
| Shurwendel Roosje       | Curazao        | 1     |
| Luis Pintos             | Estados Unidos | 1     |
| Diego López             | Estados Unidos | 1     |
| Kove Martins            | Estados Unidos | 1     |
| Patrick Pace            | Australia      | 1     |
| Nelson Louangamath      | Australia      | 1     |
| Lucas Bruck             | Australia      | 1     |
| Mitchell Lowe           | Australia      | 1     |
| Samir Karki             | Nepal          | 1     |
| Sujan Balami            | Nepal          | 1     |
| Andrés López            | Paraguay       | 1     |
| Aldo Amarillo           | Paraguay       | 1     |
| Ariel Benítez           | Paraguay       | 1     |
| Luciano González        | Argentina      | 1     |
| Wilson dos Santos       | Brasil         | 1     |
| Matthew Johannessen     | Sudáfrica      | 1     |
| Diego Abril             | Colombia       | 1     |
| Christian Romero        | Colombia       | 1     |
| Andrés Murillo          | Colombia       | 1     |
| Kevin Pineda            | Colombia       | 1     |
| Diego Gómez             | Colombia       | 1     |
| Gustavo García          | Colombia       | 1     |
| Álex Trilla             | Cataluña       | 1     |
| Gabriel Fargas          | Cataluña       | 1     |
| Nacho Vega              | Cataluña       | 1     |
| Fabián Hernández        | Uruguay        | 1     |
| Flavio Valenzuela Paz   | Bolivia        | 1     |
| Marcelo Zárate          | Bolivia        | 1     |

### Autogoles
| Jugador            | Selección | Rival     | Autogoles |
| ------------------ | --------- | --------- | --------- |
| Patrick Pace       | Australia | Argentina | 1         |
| Manuel Del Ferraro | Italia    | Argentina | 1         |

### Mejor jugador
| Jugador      | Selección |
| ------------ | --------- |
| Renzo Grasso | Argentina |

### Valla menos vencida
| Jugador | Selección    | Goles |
| ------- | ------------ | ----- |
| ?       | Bandera de ? |       |

### Selección más correcta
| Premio       | Selección |
| ------------ | --------- |
| Juego limpio | Brasil    |